# Nationale Aktionsgemeinschaft für wirtschaftliche Verteidigung
Die Nationale Aktionsgemeinschaft für wirtschaftliche Verteidigung (NAG, franz. Communauté d'action nationale pour la défense économique des salariés) war ein kartellartiger Zusammenschluss von Arbeitnehmerorganisationen ausserhalb des Schweizerischen Gewerkschaftsbundes (SGB).

## Geschichte
Die NAG wurde 1932 aufgrund einer Initiative der Vereinigung schweizerischer Angestelltenverbände (VSA) gegründet, um mit Mitteln der direkten Demokratie gemeinsam mit gleichgesinnten Organisationen Massnahmen zur Überwindung der Weltwirtschaftskrise zu unterstützen.
1934 und 1943 schlug die NAG in zwei Entwürfen für ein eidgenössisches Arbeitsgesetz im Gewerbebereich unter anderem vor, der Bundesrat solle auf dem Verordnungsweg eine eidgenössische Mutterschaftsversicherung einrichten, die den internationalen Bestimmungen (IAO-Übereinkommen von 1919) entspreche.
1935 kämpfte er gemeinsam mit dem SGB, der Bewegung um die Wochenzeitung Die Nation, dem Föderativverband des Personals öffentlicher Betriebe und Verwaltungen und der Bauernheimatbewegung in der Abstimmungskampagne für die Eidgenössische Volksinitiative zur Bekämpfung der Wirtschaftskrise, auch Kriseninitiative genannt. Der CNG warf der NAG wegen des Zusammengehens mit dem SGB eine «sozialistische Wirtschafts- und Finanzpolitik» vor und trat aus dem NAG aus.
Sie war Mitglied bei der Richtlinienbewegung, einer überparteilichen Organisation, die von 1937 bis 1940 zur Abwehr radikaler antidemokratischer Parteien im rechten und linken Parteienspektrum aktiv war.
Die NAG engagierte sich 1950 bei der Aktion gegen die Bundesfinanzreform (Bundesbeschluss über die verfassungsmässige Neuordnung des Finanzhaushaltes des Bundes vom 4. Juni 1950), die Massnahmen zur Sanierung der Bundesfinanzen vorsah.

## Mitglieder
- Vereinigung schweizerischer Angestelltenverbände (VSA)
- Christlichnationaler Gewerkschaftsbund der Schweiz (CNG)
- Schweizerischer Verband evangelischer Arbeitnehmer (SVEA)
- Zentralverband des Staats- und Gemeindepersonals der Schweiz
- Schweizerischer Lehrerverein
- Schweizerische Vereinigung der Versicherungspersonalverbände

## Schriften
- Nationale Aktionsgemeinschaft für wirtschaftliche Verteidigung: Zirkular betreffend: Zollerhöhung auf Kaffee, Tee etc. an die Mitglieder der eidgenössischen Räte. Zürich, 1933
- Nationale Aktionsgemeinschaft für wirtschaftliche Verteidigung (Hrsg.): Wege aus der Krise. 1933
- Richtlinien für die Zusammenarbeit der Mitgliedsverbände. 1934
- Schweizerisches Aktionskomitee zur Bekämpfung der Wirtschaftskrise (Hrsg.): Die Kriseninitiative. Bern 1935
- Revidierter Entwurf NAG zu einem Bundesgesetz über die Arbeit im Handel und in den Gewerben: Arbeitsgesetz vom 30. Oktober 1943, Autoren und Verlag: NAG 1943
- Nationale Aktionsgemeinschaft für wirtschaftliche Verteidigung: Die Bundesfinanzreform. Stellungnahme der NAG. Zürich 1947.